# Frederick Lane
Frederick Claude Vivian Lane (Millers Point, Sydney, Nova Gal·les del Sud, 2 de febrer de 1880 – Avalon Beach, Nova Gal·les del Sud, 14 de maig de 1969) va ser un nedador australià que va competir a cavall del segle xix i el segle xx. Fou el primer australià a representar el seu país en uns Jocs Olímpics.
El 1900 va prendre part en dues proves del programa de natació dels Jocs Olímpics de París, els 200 metres lliures i els 200 metres obstacles, guanyant la medalla d'or en ambdues proves. Lane, que guanyà els campionats nacionals d'Austràlia, Nova Zelanda i el Regne Unit, fou el primer home a baixar del minut en les 100 iardes lliures, amb 59.6 segons el 1902.